# Канатна дорога Emirates

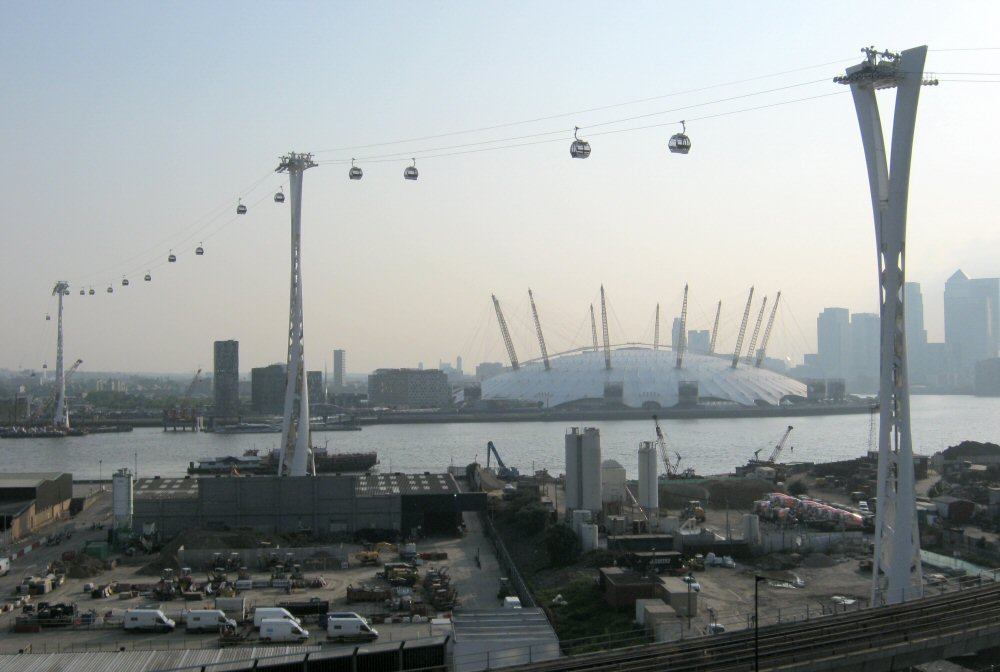
Канатна дорога Air Line в Лондоні над Темзою

Пасажирська канатна дорога Emirates Air Line з'єднує район Королівських доків та боро Гринвіч через річку Темза в Лондоні. Спонсором будівництва виступила авіакомпанія Emirates.
Канатна дорога побудована до літніх Олімпійських ігор 2012. Будівництво велося із серпня 2011 року по травень 2012 року. Пропускна здатність дороги становить 2500 пасажирів на годину в кожному напрямку. Станом на січень 2013 року вартість разового проїзду становить 4.3 фунта, діють знижки при використанні карт Oyster і при частих поїздках. Одна з двох точок початку поїздки розташована на півострові Гринвіч.